# Kanza
Els kanza o kaw són una tribu d'amerindis dels Estats Units del grup dhegiha, el nom del qual prové d’ak’a (vent) i vol dir "gent del vent del sud". "poble de l'aigua", kansa, kaza, kosa, i kasa. Llur llengua tribal és el kansa, classificada com a siouan.
El topònim "Kansas" ha derivat del nom d'aquesta tribu. Es diu que el nom Topeka, capital de Kansas, prové de la paraula Tó Ppí Kˀé que vol dir "un bon lloc per conrear patates." Els kaw estan força relacionats amb els osages, amb molts dels quals s'han casat.
Vivien als marges dels rius Kansas i Salino, entre el sud d'Indiana i Illinois. Actualment tenen terres no reserves al Comtat de Kay (Oklahoma).

## Demografia
En el segle xviii eren uns 3.000, però el 1843 havien estat reduïts a 1.600, i el 1970 només en restaven 600 a Oklahoma. El 1990 eren uns 750. Segons Asher, però, només eren uns 250 i la llengua havia desaparegut. Segons dades de la BIA del 1995, a la reserva kaw (Agència Pawnee) d'Oklahoma hi havia 972 habitants (1.879 al rol tribal). Segons dades del cens dels EUA del 2000, hi havia 1.150 kaws purs, 149 barrejats amb altres tribus, 563 barrejats amb altres races i 130 barrejats amb altres races i altres tribus. En total, 1.992 individus.

## Govern
Els kanza formen la tribu reconeguda federalment la Nació Kaw (Kaw Nation) amb seu a Kaw City, Oklahoma, i la seva àrea estadística tribal d'Oklahoma és al comtat de Kay (Oklahoma). Dels 3.126 membres registrats, 1.428 d'ells viuen a l'estat d'Oklahoma. La inscripció a la tribu requereix descendir d'un o més kaw adjudicataris originals dels registres kaw de 1902 i un quàntum de sang mínim d'1/32.

## Costums

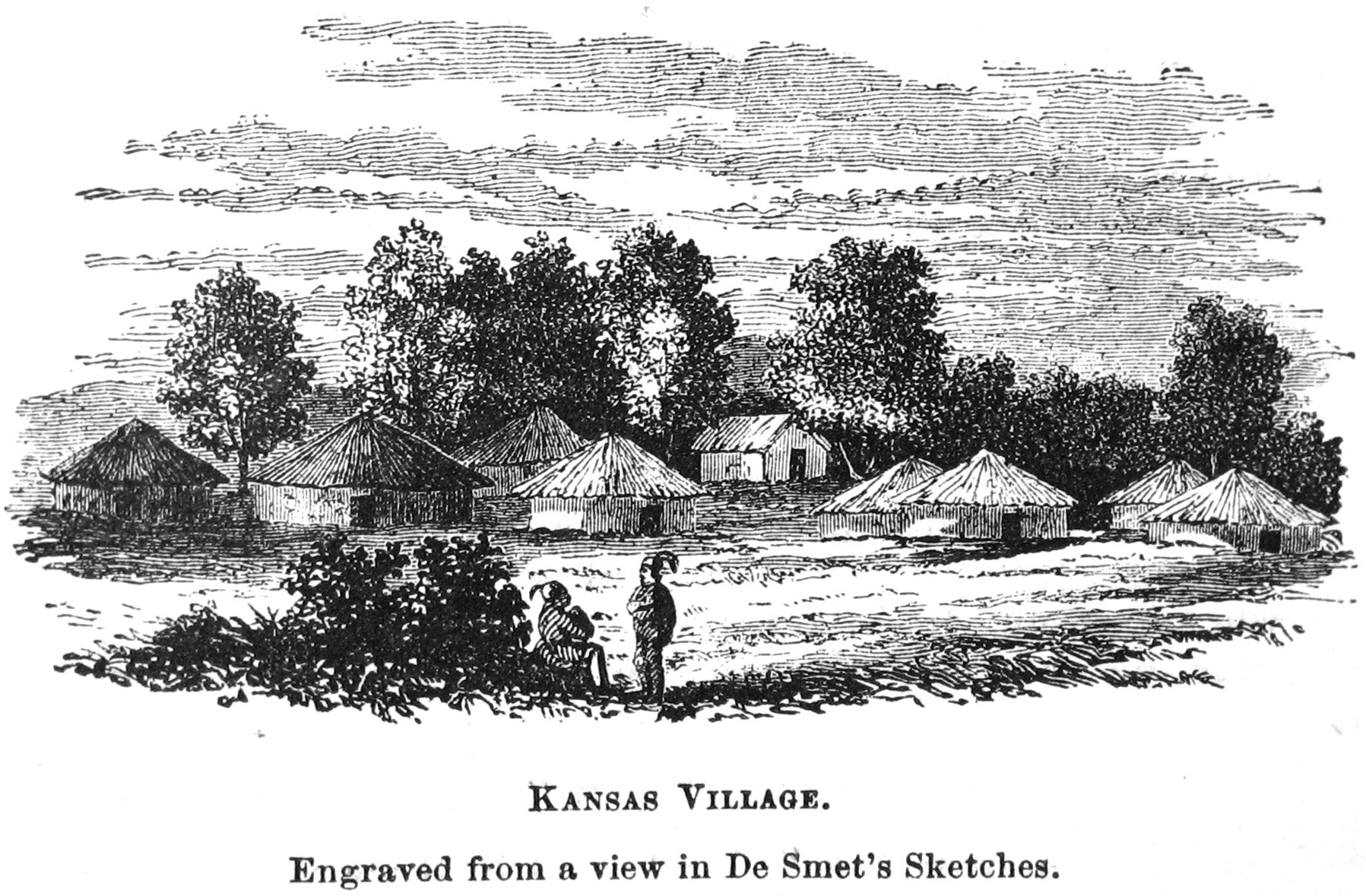
Dibuix d'una vila kaw, probablement del 1840, per Pierre-Jean De Smet mostrant cases de terra i altres formes tradicionals

Llurs llogarrets estaven llunyanament organitzats, i llurs cabdills eren escollits per llur habilitat i valor, però més endavant escolliren cinc cabdills hereditaris. Dues o tres famílies vivien en bordes grans i còniques. Els homes duien polaines sobre els pantalons de pell de cérvol. Eren força coneguts per dur el crani afaitat llevat el pericrani des del front fins al capdamunt.
La seva religió envoltava un panteó de misteriosos esperits o Wakondes, tots de diferent rang i poder, associats amb la natura (sol, llum, foscor, boscos). Els adolescents eren sotmesos al ritu de pubertat conegut com a la "visió indagadora", un període d'insolació i abnegació sencera a invocar somnis de futures proeses i fenòmens sobrenaturals.
Els enterraments eren ben desenvolupats i de considerable complexitat. Després de la mort, les dones de la tribu pintaven el rostre del cadàver i el cobrien amb escorça i una pell de bisó. Després es dirigien cap a la zona de l'enterrament. El cos anava acompanyat de les seves vestimentes, armes, pipa i queviures, i era col·locat en una fosa poc fonda a un turó, i coberta de roques.

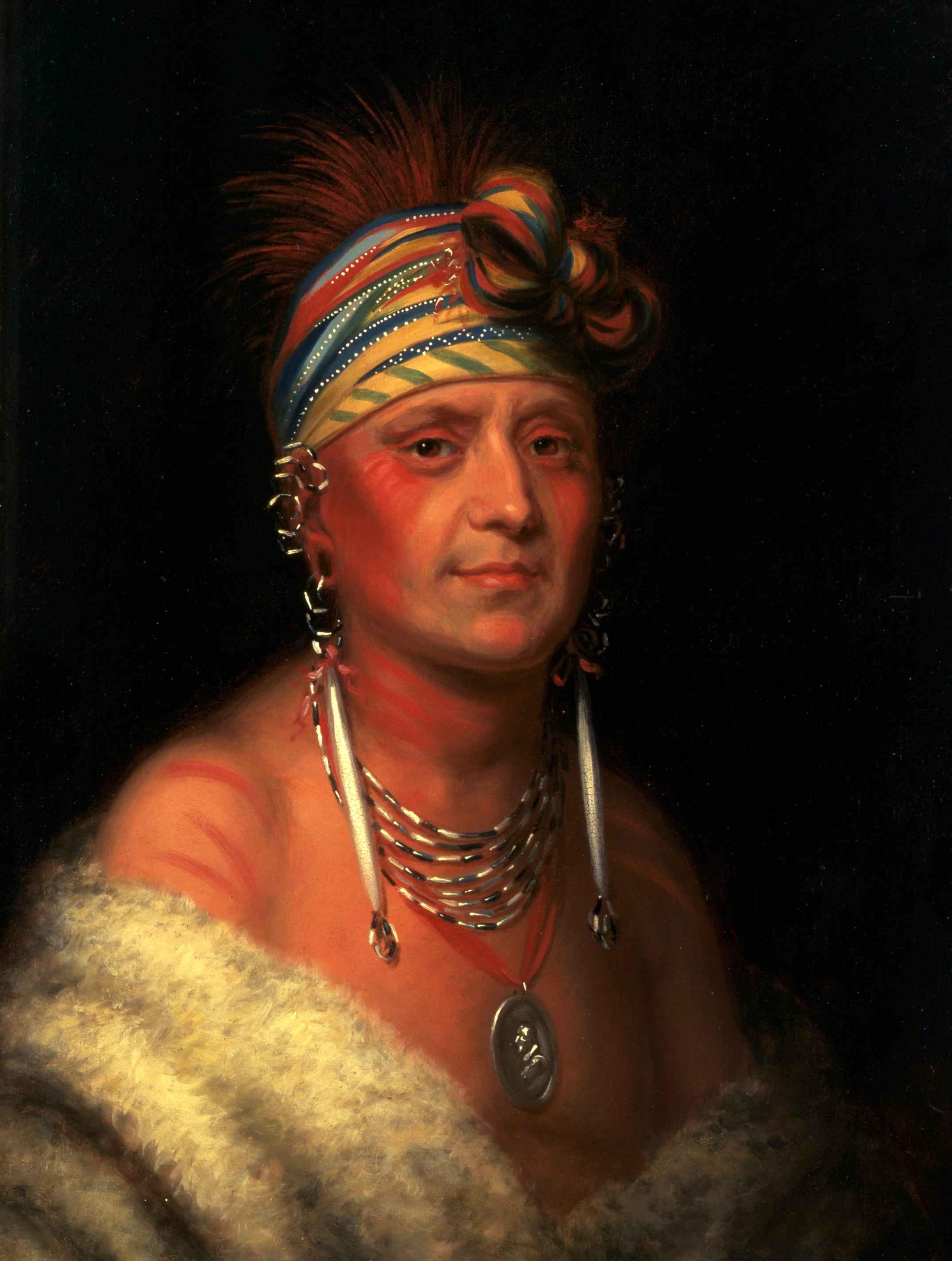
Cap Monchousia (White Plume) per Charles Bird King, circa 1822.

Eren sedentaris, caçaven bisons i conreaven moresc. Comerciaven amb totes les tribus llevat els osage, amb els quals estaven estretament units per lligams lingüístics i matrimonials.
Es dividien en 16 clans sotsdividits en fratries. Els clans eren manyinka ("cabana"), ta ("dant"), panka ("Ponca"), kanze ("Kansa"), wasabe ("ós negre"), wanaghe ("esperit"), kekin ("porta una tortuga a l'esquena"), minkin ("porta el sol a l'espatlla"), upan ("cérvol"), khuva ("àliga blanca"), han ("nit"), lbache ("porta el foc de les pipes sagrades"), hangatanga ("hanga llarg"), chedunga ("búfal"), chizhuwashtage ("chizhu pacificador"), i lunikashinga ("tro que fa gent").

## Història

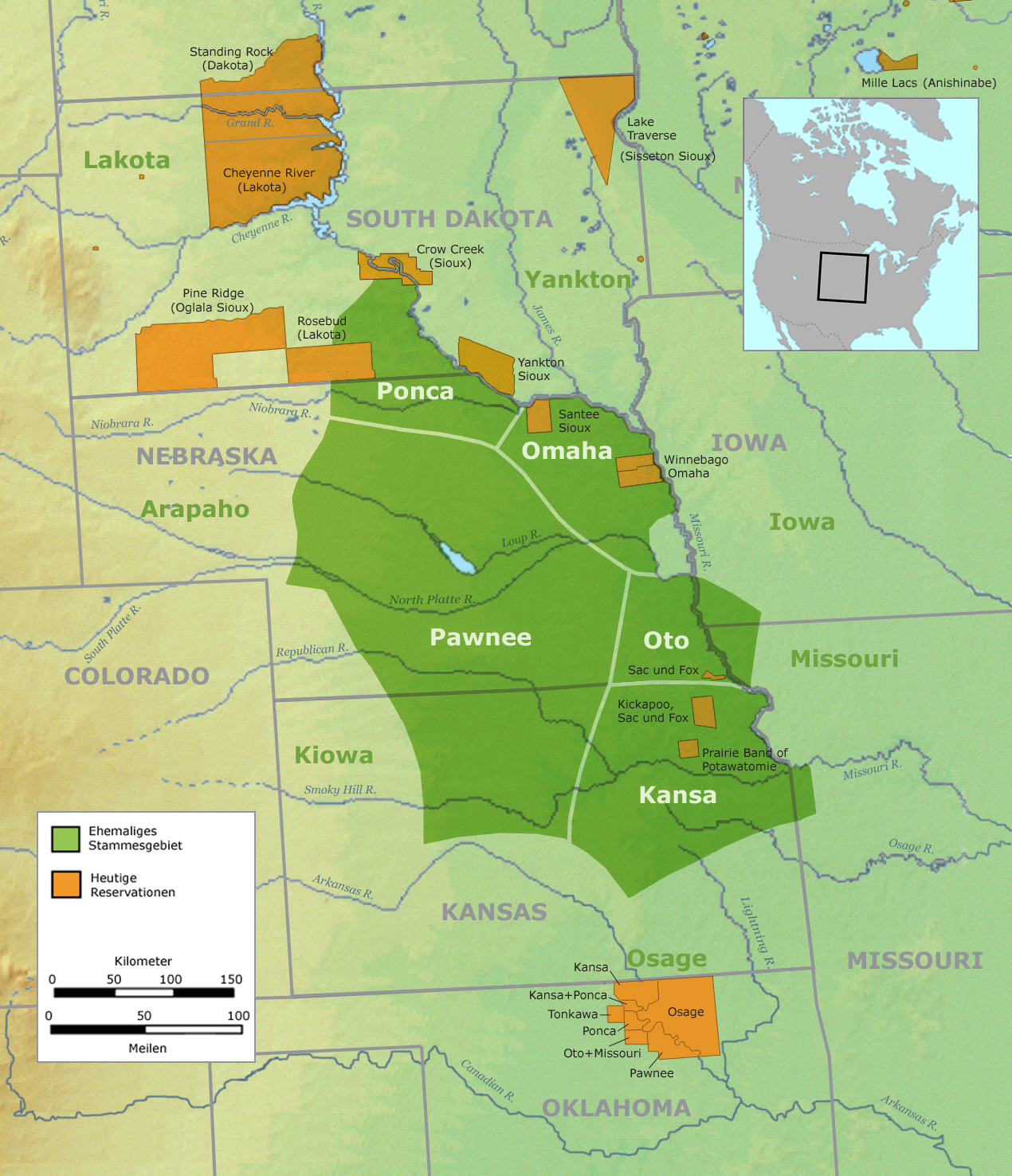
Terres tribals kaw, ca. 1820

Es creu que antigament emigraren des de Savannah amb els osage, ponca, quapaw i d'altres tribus siouan, i s'establiren als marges dels grans llacs, des d'on els sioux i els iroquesos els desplaçaren als marges del Mississipi. El 1601 foren visitats per Juan de Oñate (qui els anomenà encansaques), on descriu 20 viles, i el 1723 per Bourgmont (els anomenà quansa). El 1702 Iberville els va calcular en 1.500 individus. Allí foren delmats des del segle xviii per constants guerres amb fox, omaha, pawnee i xeienes. El 1804 foren visitats per Lewis i Clark. Les principals viles kansa eren Bahekhube, Cheghulin (2), Djestyedje, Gakhulin, Gakhulinulinbe, Igamansabe, Inchi, Ishtakhechiduba, Manhazitanman, Manhazulin, Manhazulintaman, Manyinkatuhuudje, Neblazhetama, Nudje, Padjegadjin, Pasulin, Tammangile, Waheheyingetseyabe, Wazhazhepa, Yuzhemakancheubukhpaye, Zandjezhinga, Zandjulin, i Zhanichi.
El 1815 signaren una treva amb els EUA, i el 1825 cediren llurs terres als estats de Kansas, Nebraska i Missouri (2 milions d'acres), i es quedaren amb un territori de 60 milles a l'Oest del riu Kansas. Aleshores eren 1.850.
El 1846 foren duts a Council Grove (Kansas), vora el Niobrara, però el 1852 la part nord fou incorporada a l'Estat de Kansas, de manera que el 1859 els 1.588 individus foren duts a Territori Indi (Oklahoma), on el 1873 obtingueren una reserva. La creació dels estats de Kansas el 1861 i Nebraska el 1867 els restaren tota la terra. La població baixà de 1.700 el 1850 a 209 el 1905, ja que uns 400 van morir de verola el 1852.
Molts foren convertits al cristianisme pels metodistes (1850-1854) o quàquers (1869-1873). El membre més destacat de la tribu fou Charles Curtis, advocat i joquei, diputat republicà el 1892-1906 i artífex de l'article 24 de la constitució que declara als indis ciutadans nord-americans. El 1929-1933 fou vicepresident dels EUA.

## Llista de kanza
- Wah-Shun-gah
- Charles Curtis